# Віллем де Феш
Віллем де Феш (нід. Willem de Fesch, 26 серпня 1687, Алкмар — 3 січня 1761, Лондон) — нідерландський скрипаль-віртуоз (басова віола), композитор.
Учень Карела Розіра, який був віце-капельмейстером в Бонні.
З 1710 по 1725 де Феш працював у Амстердамі. З 1725 до 1731 він служив капельмейстером в Соборі Антверпенської Богоматері. Саме в цей період він створює свою великодню месу Missa Paschalis (1730) на чотири голоси з оркестром. Також він пише кілька творів для віолончелі та шість сонат для скрипки, німецької флейти й органа.
У 1731 році запального музиканта звільняють з посади капельмейстера через погане ставлення до хористів і він разом з родиною переїжджає до Лондона, де дає концерти. У 1746 р. де Феш грав на скрипці у оркестрі Генделя під час виконання його нової Occasional Oratorio у Ковент Гардені. У 1748 та 1749 де Феш був диригентом у Мерілебон гарденс. В цей період він пише більшість своїх вокальних творів. Після 1750 року він вже не виступав.
Віллем де Фош створив ораторії «Джудіт» (1732) і «Джозеф» (1746), а також камерні дуети, соло і тріо-сонати, концерти й вокальні твори. Обидві ораторії вважалися втраченими, але у 1980 році копію рукопису «Джозефа» було знайдено в Королівській музичній академії у Лондоні.
Музичний стиль де Феша свідчить про вплив на його творчість італійських музикантів, зокрема Вівальді, а також Генделя.